# Weldon Spring
Weldon Spring è una città degli Stati Uniti d'America, nello stato del Missouri, nella Contea di Saint Charles. Al censimento del 2010 contava 5.443 abitanti.
Il nome della città è stato preso da quello di John Weldon (il primo uomo che vi abitò), il quale costruì la sua casa vicino a una sorgente (da cui viene il nome inglese spring).